# Eva Christiana Köhler
Eva Christiana Köhler (* 1964 in Grünstadt) ist eine deutsche Ägyptologin.
Sie studierte von 1984 bis 1988 Ägyptologie, Klassische Archäologie, Kunstgeschichte und Ethnologie an der Universität Trier und von 1988 bis 1993 Ägyptologie, Klassische Archäologie, Vorderasiatische Archäologie und Vor- und Frühgeschichte an der Universität Heidelberg, wo sie 1993 mit einer Dissertation über die frühe Keramik von Buto promovierte.
Anschließend ermöglichte ihr ein Stipendium der Deutschen Forschungsgemeinschaft einen Post-Doc-Studienaufenthalt an der University of Pennsylvania.
Von 1996 bis 2009 unterrichtete sie als Dozentin an der Macquarie University of Sydney. Seit 2010 ist sie Professorin für Ägyptologie an der Universität Wien und Vorständin des Instituts für Ägyptologie dieser Universität.
Seit 1987 führte sie verschiedene Ausgrabungen in Ägypten und dem Nahen Osten durch, insbesondere arbeitete sie an Projekten in Buto und Abydos mit und von 1996 bis 2012 leitete sie ein Ausgrabungsprojekt in der Nekropole von Helwan.

## Schriften
- Die Keramik von der späten Naqada-Kultur bis zum frühen Alten Reich (Schichten III bis VI) (= Tell el-Faraʿîn. Buto. 3 = Deutsches Archäologisches Institut. Abteilung Kairo. Archäologische Veröffentlichungen. 94). von Zabern, Mainz 1998, ISBN 3-8053-1859-6.
- The Cairo Museum Collection of Artefacts from Zaki Saad’s Excavations at Helwan (= Museum of Antiquities Maurice Kelly Lecture. 8). University of New England, Armidale 2004, ISBN 1-86389-900-6.
- Helwan I. Excavations in the Early Dynastic Cemetery. Season 1997/98 (= Studien zur Archäologie und Geschichte Altägyptens. Band 24). Heidelberger Orientverlag, Heidelberg 2005, ISBN 3-927552-42-9.
- mit Jana Jones: The Early Dynastic and Old Kingdom Funerary Relief Slabs (= Helwan. Band 2 = Studien zur Archäologie und Geschichte Altägyptens. Band 25). Leidorf, Rahden 2009, ISBN 978-3-86757-971-1.
- Vor den Pyramiden. Die ägyptische Vor- und Frühzeit. von Zabern, Darmstadt 2018, ISBN 978-3-8053-5146-1.